# 아일오브와이트 페스티벌

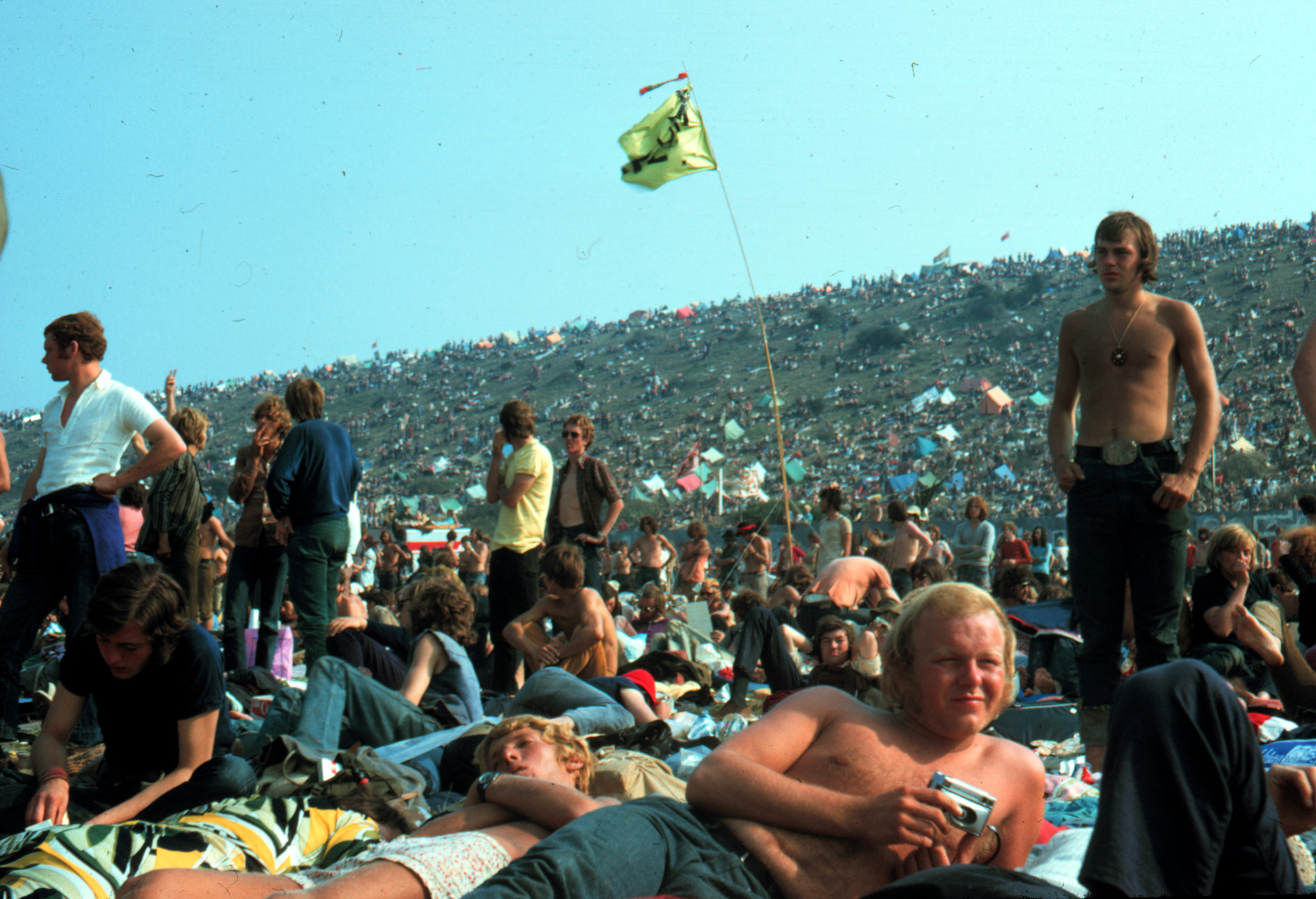

아일오브와이트 페스티벌(Isle of Wight Festival)은 잉글랜드 남부에 있는 와이트 섬에서 이루어지고 있는 음악제이다. 원래 1968년부터 1970년까지 반문화의 한 요소로 개최되었다.

## 오리지널 축제

### 1969년
1969년 8월 31일과 9월 1일에 갓실에서 처음 개최되었다.
1969년에는 8월 31일과 9월 1일에 우턴에서 개최되었다.

### 1970년
1970년에는 8월 26일부터 30일까지 애프턴다운에서 개최되었다.

## 부활 후 음악제
2002년 뉴포트 교외의 시클로스 공원에서 부활했다. 이 때부터는 매년 섬 각지에서 개최되고 있다.